# Истапангахоя (муниципалитет)
Истапангахоя (исп. Ixtapangajoya) — муниципалитет в Мексике, штат Чьяпас, с административным центром в одноимённом посёлке. Численность населения, по данным переписи 2020 года, составила 6284 человека.

## Общие сведения
Название Ixtapangajoya с языка науатль можно перевести как место солёной воды.
Площадь муниципалитета равна 107,2 км², что составляет 0,1 % от площади штата, а наиболее высоко расположенное поселение Ла-Глория, находится на высоте 655 метров.
Он граничит с другими муниципалитетами Чьяпаса: на востоке с Аматаном, на юге с Солосучьяпой, на западе с Истакомитаном, и на северо-западе с Пичукалько, а на севере с другим штатом Мексики — Табаско.

## Учреждение и состав
Муниципалитет был образован 23 февраля 1944 года, по данным 2020 года в его состав входит 22 населённых пункта, самые крупные из которых:
| Код INEGI                  | Населённый пункт                                                                           | Численность населения (2005 год) | Численность населения (2010 год) | Численность населения (2020 год) |
| -------------------------- | ------------------------------------------------------------------------------------------ | -------------------------------- | -------------------------------- | -------------------------------- |
| 045                        | Всего                                                                                      | 4911                             | 5478                             | 6284                             |
| 0009                       | Ла-Глория (исп. La Gloria) 17°26′33″ с. ш. 92°57′11″ з. д.                                 | 1372                             | 1478                             | 1715                             |
| 0001                       | Истапангахоя (исп. Ixtapangajoya) 17°29′51″ с. ш. 93°00′06″ з. д. (административный центр) | 1070                             | 1272                             | 1635                             |
| 0012                       | Ласаро-Карденас (исп. Lázaro Cárdenas) 17°22′54″ с. ш. 92°56′33″ з. д.                     | 578                              | 703                              | 715                              |
| 0045                       | Хана-2 (исп. Jana 2da. Sección) 17°29′24″ с. ш. 93°02′10″ з. д.                            | 251                              | 255                              | 295                              |
| 0011                       | Хана-1 (исп. Jana 1ra. Sección) 17°29′05″ с. ш. 93°01′28″ з. д.                            | 251                              | 272                              | 293                              |
| 0014                       | Льянос-Морелос-1 (исп. Llanos Morelos 1ra. Sección) 17°29′30″ с. ш. 92°57′38″ з. д.        | 196                              | 212                              | 247                              |
| —                          | Прочие                                                                                     | 1193                             | 1286                             | 1384                             |
| Названия на карте Генштаба |                                                                                            |                                  |                                  |                                  |

## Экономическая деятельность
По статистическим данным 2000 года, работоспособное население занято по секторам экономики в следующих пропорциях:
- сельское хозяйство, скотоводство и рыбная ловля — 76 %;
- промышленность и строительство — 5,7 %;
- торговля, сферы услуг и туризма — 15,7 %;
- безработные — 2,6 %.

### Сельское хозяйство
Основная выращиваемая культура — какао, кофе, кукуруза и цитрусы.

### Животноводство
В муниципалитете разводится крупный рогатый скот, свиньи и птицы.

## Инфраструктура
По статистическим данным 2020 года, инфраструктура развита следующим образом:
- электрификация: 95,8 %;
- водоснабжение: 73,3 %;
- водоотведение: 96,3 %.

## Туризм
Основными достопримечательностями являются природные пейзажи на реке Сьерра, а также церковь Святого Томаса, построенная в 1690 году в муниципальном центре.